# U-lite
U-lite (舊名Ubuntu Lite) 是一个与Xubuntu相似的计划，其亦以打造轻量级桌面为设计目标，但使用IceWM作桌面环境而非Xfce。